# ريكاردو ألفاريز
ريكاردو ألفاريز (بالإسبانية: Ricardo Álvarez Puig)‏ (11 سبتمبر 1984 فيغو إسبانيا - ) هو لاعب كرة قدم إسباني يلعب كمدافع.

## روابط خارجية
- ريكاردو ألفاريز على موقع Soccerbase.com (لاعب) (الإنجليزية)
- ريكاردو ألفاريز على موقع Soccerway.com (الإنجليزية)
- ريكاردو ألفاريز على موقع AS.com (الإسبانية)